# Section23 Films
Section23 Films (nombre legal "SXION 23, LCC") es una empresa estadounidense de distribución de vídeos domésticos especializada en anime y películas japonesas. La compañía es uno de los cinco sucesores de ADV Films, así como el distribuidor de títulos de Sentai Filmworks y Switchblade Films. ADV había anunciado que había vendido sus activos a un grupo de empresas, entre ellas Section23, el 1 de septiembre de 2009. La compañía tiene su sede en Houston, Texas. La distribución digital (como en iTunes) está a cargo de AMC Networks y Warner Bros. Entertainment.

## Sobre la compañía
Section23 Films es una empresa dedicada a la distribución y comercialización de los títulos que se liberan en el mercado de América del Norte. La compañía distribuye títulos de Sentai Filmworks, Switchblade Fotos, Maiden Japón y Aesir Holdings.

## Lista de clientes

### Sentai Filmworks
Es una compañía de licenciada de anime. Se formó en 2008,  propiedad de AMC Networks y se había asociado con ADV Films para distribuir su animado en el mercado que incluye espectáculos que fueron puestos en libertad y con licencia de Geneon EE. UU., Visión Urbana, Central Park Media y Bandai Entertainment previamente. Desde septiembre de 2009, la distribución estuvo a cargo de Section23 y ahora es el sucesor de ADV Films. Su primer título fue una reedición de Mahoromatic. 
El 5 de enero de 2022, AMC Networks anunció que había adquirido la empresa matriz de Sentai Filmworks, Sentai Holdings, LLC, y todos sus activos y subsidiarias, incluidos HIDIVE, Anime Network y los "intereses de los miembros" del Cool Japan Fund, a través de su subsidiaria Digital. Tienda LLC.
Cuando se le preguntó a un fan en Facebook cuál era la razón para llamar a la compañía "Sentai", CEO, Matt Greenfield respondió, "Es un juego de palabras de varias etapas, sobre todo para beneficio de los japoneses. Aunque Sentai puede ser traducido como "Escuadrón", "Regimiento" o "Flotilla", que básicamente significa que es un equipo o grupo reunido con la formación y el equipamiento determinado para un propósito específico. Además, Sentai se formó para ayudar a mantener la industria del anime con vida en los EE.UU., por lo que el aspecto de superhéroe es un juego doble que los estadounidenses pueden conseguir".

### Switchblade Pictures
Es una empresa de concesión de licencias que otorga licencias sobre todo de películas de acción en vivo japonesas (en su mayoría, de horror sin cortes, erótico, etc). Junto con Sentai Filmworks, Switchblade se formó en 2008 y ADV Films también proporcionó distribución inicial. Desde septiembre de 2009, la distribución estuvo a cargo de Section23. Su primer lanzamiento fue "restaurante cruel".

### Maiden Japan
Es una empresa de licencias anime, creada en 2010, que distribuye las licencias y series subtituladas al inglés y colecciones dobladas a cargo de Section23. Maiden Japan es una etiqueta de la hermana a Switchblade Pictures. Sus títulos licenciados incluyen su serie más recientemente subtitulada, así como títulos de anime clásicos de los años 1980 y 90 (como Patlabor, Nueva Dominio Tank Police y Royal Space Force: The Wings of Honneamise). El primer lanzamiento de Maiden Japan fue la comedia erótica Papillon Rose como una colección de DVD subtitulada en 2010.

### AEsir Holdings
Es una compañía de licencias anime. Ellos tienen el derecho a varios títulos que anteriormente pertenecían a ADV Films antes de su cierre. Sus títulos lanzados incluyen a Princess Tutu, Petite Princess Yucie, Parasite Dolls y Lady Death: The Movie.

### Kraken Releasing
Es una empresa de concesión de licencias que se especializa en la concesión de licencias de películas internacionales que son de género como fantasía, ciencia ficción y horror. Al igual que Maiden Japón, es una etiqueta de la hermana de Switchblade Imágenes. Hasta ahora sus lanzamientos son Gojira, Ebira, Mosura Nankai no Daikettō, Godzilla vs. Hedorah, y Chikyū Kogeki Meirei Gojira tai Gaigan.

## Distribución de las relaciones exteriores
Section23 Films, Sentai Filmworks, Maiden Japan, and AEsir Holdings no lanzan directamente en sus propiedades no-norteamericanas (de habla inglés) mercados que a diferencia de su predecesor, AD Vision, en cambio logró la concesión de sublicencias a otras empresas como Manga Entertainment en el Reino Unido y Siren Visual (inicialmente y la mayoría), entonces, Madman Entertainment y Hanabee en Australia y Nueva Zelanda. Mahoromatic: Algo más que maravilloso fue lanzado en el Reino Unido por MVM Films en 2010, después de relanzamiento que hizo Sentai de la serie, y MVM Films ha licenciado a Break blade, Rozen Maiden, Mōretsu Uchū Kaizoku y Yumekui Merry para el lanzamiento en el Reino Unido.